# Amalie Seckbach

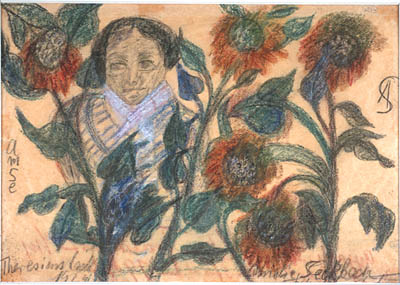
Frau und Sonnenblumen (1944)

Amalie Seckbach (geboren als Amalie Buch 7. Mai 1870 in Hungen; gestorben 10. August 1944 im Ghetto Theresienstadt) war eine deutsche Sammlerin, Bildhauerin und Malerin. Von den Nationalsozialisten wurde sie als Jüdin deportiert und starb im Ghetto Theresienstadt an den Folgen der Haft. Heute wird sie zur Verschollenen Generation von Kunstschaffenden gezählt, die von den Nationalsozialisten verfolgt wurden und die heute vielfach vergessen sind.

## Leben
Amalie Buch wuchs in einer Kaufmannsfamilie auf, ihr Vater Jakob handelte mit landwirtschaftlichen Maschinen. Ihre Mutter hieß Therese, geb. Katzenstein. Sie hatte drei Brüder und wurde als höhere Tochter erzogen. Nach dem Tod des Vaters zog sie mit ihrer Mutter 1902 nach Frankfurt am Main. Hier heiratete sie 1907 den renommierten Architekten Max Seckbach (1866–1922) und bezog in Frankfurt am Main eine großzügige Wohnung. Die Ehe war kinderlos.
Als ihr Mann starb, begann sie als Autodidaktin künstlerisch zu arbeiten. 1926 belegte sie als Externe Seminare am China-Institut der Universität Frankfurt und wurde eine Expertin für chinesische und japanische Holzschnitte. Sie begann diese zu sammeln und stellte neben ihren Erwerbungen auch eigene bildhauerische Kleinplastiken aus. Die Sammlung genoss bald großes Ansehen und wurde an verschiedenen Orten ausgestellt, darunter in den Galerien Flechtheim und Kahnweiler in Frankfurt am Main, im Museum Folkwang in Essen und in der Kunsthalle Düsseldorf.
In Belgien traf sie 1929 den Expressionisten James Ensor, der Seckbach einlud, mit ihm gemeinsam auszustellen und der sie darüber hinaus förderte.  Es folgten eine Ausstellung von Plastiken und Bildern im Museum der Schönen Künste in Brüssel. In Paris beteiligte sich an Ausstellungen im Salon des Indépendants. Ab 1930 begann sie unter dem Einfluss James Ensors auch zu malen.
Nach der Machtergreifung der Nationalsozialisten 1933 konnte sie in Deutschland nur noch beim Jüdischen Kulturbund ausstellen, beteiligte sich aber noch an Ausstellungen im Ausland, so 1936 beim Art Institute of Chicago, teilweise neben prominenten Kollegen wie Marc Chagall, Pierre Bonnard und Paul Signac.
Ihr Bruder Otto floh mit seiner Familie 1938 nach Kolumbien. Als sie 1941 über Lissabon in die USA auszureisen plante, war es dafür zu spät. Am 16. September 1942 wurde sie aus Frankfurt in das Ghetto Theresienstadt deportiert, wo sie weiterhin ihre Stillleben und imaginierten  Landschaften, zum Teil in surrealistischer Manier, malte. Amalie Seckbach starb an den Haftbedingungen.
Einige Bilder Seckbachs befinden sich heute in Israel im Haus der Ghettokämpfer, bei Yad Vashem und im Haus Terezin.

## Ausstellungen
- 2022: Zurück ins Licht: Vier Künstlerinnen – Ihre Werke. Ihre Wege. Ausstellung im Jüdischen Museum Frankfurt